# Список глав государств в 57 году до н. э.
| 58 до н. э. ← Список глав государств по годам → 56 до н. э. |

## Азия
- Анурадхапура — Чора Нага, царь (62 до н. э. — 50 до н. э.)
- Армения Великая — Тигран II Великий, царь (95 до н. э. — 55 до н. э.)
- Армения Малая — Дейотар, царь (63 до н. э. — 47 до н. э., 44 до н. э. — 42 до н. э.)
- Атропатена — Ариобарзан I, царь (65 до н. э. — 56 до н. э.)
- Иберия — Фарнаваз II, царь  (63 до н. э. — 30 до н. э.)
- Индо-греческое царство:
  - Дионисий, царь (в Восточном Пенджабе)  (65 до н. э. — 55 до н. э.)
  - Гиппострат, царь (в Западном Пенджабе)  (65 до н. э. — 55 до н. э.)
- Индо-скифское царство:
  - Вонон, царь (ок. 75 до н. э. — ок. 57 до н. э.)
  - Азес I, царь (57 до н. э. — 35 до н. э.)
  - Азилис, царь (57 до н. э. — 35 до н. э.)
- Иудея — междуцарствие  (63 до н. э. — 40 до н. э.)
- Каппадокия — Ариобарзан II Филопатр, царь (63 до н. э./62 до н. э. — 51 до н. э.)
- Китай (Династия Хань) — Сюань-ди (Лю Бинъи), император  (74 до н. э. — 49 до н. э.)
- Коммагена — Антиох I,  царь (70 до н. э./69 до н. э. — 40 до н. э.)
- Корея:
  - Махан — Вон, вождь (58 до н. э. — 33 до н. э.)
  - Силла — Хёккосе, исагым (57 до н. э. — 4)
  - Тонбуё — Хэбуру, ван (86 до н. э. — 48 до н. э.)
- Магадха (династия Кадва) — Бхумимитра, царь (ок. 66 до н. э. — ок. 52 до н. э.)
- Набатейское царство — Малику I, царь (60 до н. э./59 до н. э. — 30 до н. э.)
- Осроена — Абгар II, царь (68 до н. э. — 53 до н. э.)
- Парфия:
  - Фраат III, царь (70 до н. э. — 57 до н. э.)
  - Митридат III, царь (57 до н. э. — 54 до н. э.)
  - Ород II, царь (57 до н. э. — 37 до н. э.)
- Понтийское царство — Фарнак II, царь (63 до н. э. — 47 до н. э.)
- Сатавахана — Апилака, махараджа (60 до н. э. — 48 до н. э.)
- Харакена — Тирей II,  царь (ок. 79 до н. э./78 до н. э. — ок. 49 до н. э./48 до н. э.)
- Хунну — Хуханье, шаньюй (58 до н. э. — 31 до н. э.)
- Элимаида — Камнаскир V,  царь (73 до н. э./72 до н. э. — ок. 46 до н. э.)
- Япония — Судзин, тэнно (император) (97 до н. э. — 29 до н. э.)

## Африка
- Египет — Береника IV, царица (58 до н. э. — 55 до н. э.)
- Мавретания — Мастанесоса, царь (ок. 80 до н. э. — 49 до н. э.)
- Мероитское царство (Куш) — Аманихабале, царь (ок. 60 до н. э. — ок. 45 до н. э.)
- Нумидия — Юба I, царь (60 до н. э. — 46 до н. э.)

## Европа
- Атребаты — Коммий, вождь (ок. 57 до н. э. — 20 до н. э.)
- Боспорское царство — Фарнак II, царь (63 до н. э. — 47 до н. э.)
- Дакия — Буребиста, царь (ок. 82 до н. э. — ок. 44 до н. э.)
- Ирландия — Конайре Великий, верховный король (110 до н. э. — 40 до н. э.)[1]
- Одрисское царство (Фракия):
  - Котис IV, царь астов (57 до н. э. — 48 до н. э.)
  - Котис I, царь сапеев (57 до н. э./55 до н. э. — 48 до н. э.)
- Римская республика:
  - Публий Корнелий Лентул Спинтер, консул (57 до н. э.)
  - Квинт Цецилий Метелл Непот, консул (57 до н. э.)

## Галерея

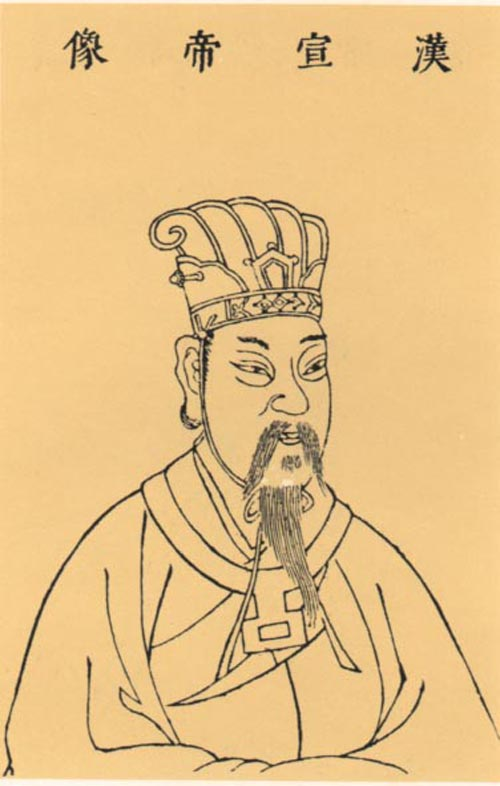
Сюань-ди 74 до н.э.— 49 до н.э. Император Китая
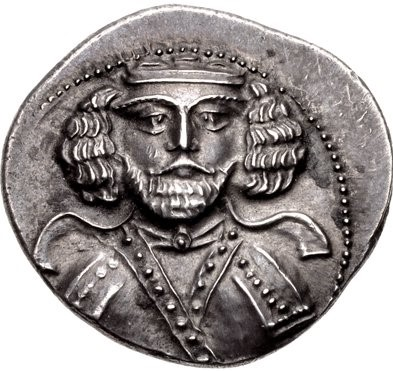
Фраат III 70 до н.э.— 57 до н.э. Царь Парфии
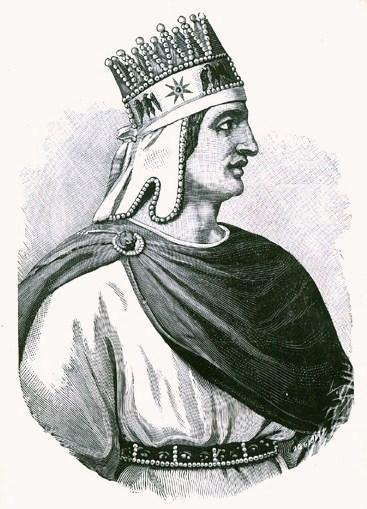
Тигран II Великий 95 до н.э.— 55 до н.э. Царь Армении
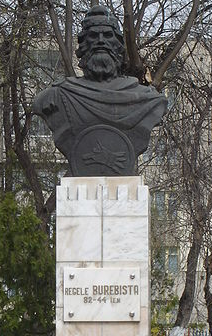
Буребиста 82 до н.э.— 44 до н.э. Царь Дакии
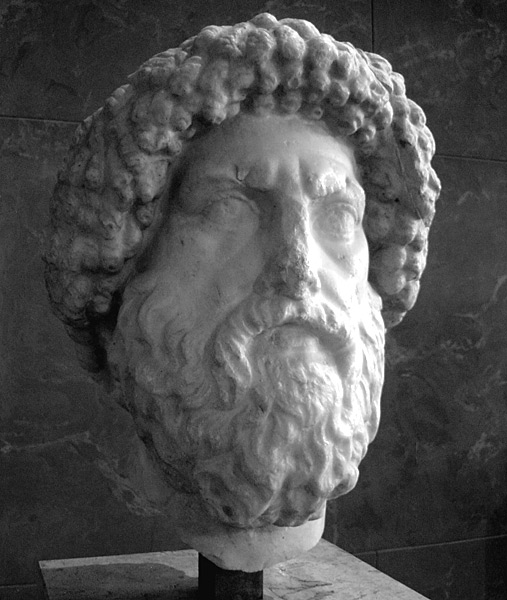
Юба I 60 до н.э.—46 до н.э. Царь Нумидии
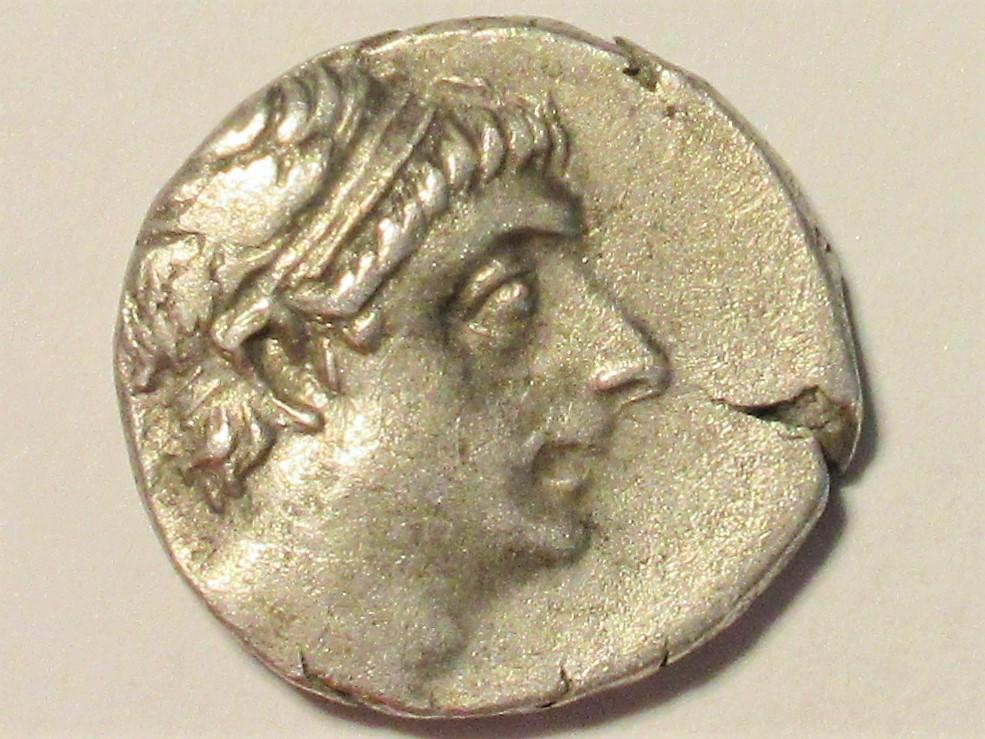
Ариобарзан II Филопатр 63/62 до н.э.—51 до н.э. Царь Каппадокии
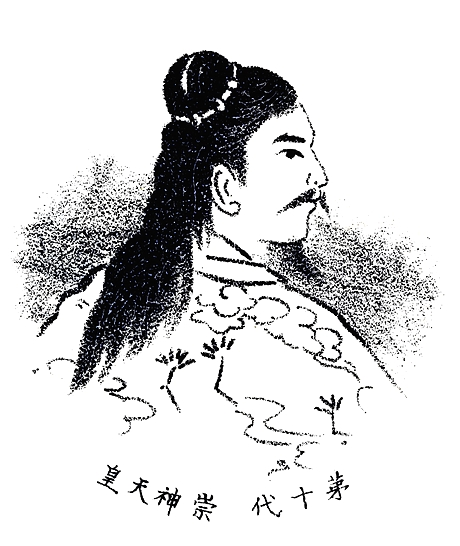
Судзин 97 до н.э.—29 до н.э. Император Японии